# Leichtathletik-Weltmeisterschaften 2015/Teilnehmer (Belgien)
| Gelbes Symbol für Goldmedaillen mit stilisierten Olympischen Ringen | Graues Symbol für Silbermedaillen mit stilisierten Olympischen Ringen | Braundes Symbol für Bronzemedaillen mit stilisierten Olympischen Ringen |
| ------------------------------------------------------------------- | --------------------------------------------------------------------- | ----------------------------------------------------------------------- |
| —                                                                   | 1                                                                     | —                                                                       |

Der Leichtathletikverband Belgiens nominierte 20 Athleten für die Leichtathletik-Weltmeisterschaften 2015 in der chinesischen Hauptstadt Peking.

## Medaillen
Mit einer gewonnenen Silbermedaille belegte das belgische Team Rang 25 im Medaillenspiegel.

### Medaillengewinner

#### Silber
- Philip Milanov: Diskuswurf

## Ergebnisse

### Männer

#### Laufdisziplinen
| Athlet                                                                                    | Disziplin        | Vorlauf     | Vorlauf | Halbfinale  | Halbfinale | Finale             | Finale             |
| Athlet                                                                                    | Disziplin        | Zeit        | Platz   | Zeit        | Platz      | Zeit               | Platz              |
| ----------------------------------------------------------------------------------------- | ---------------- | ----------- | ------- | ----------- | ---------- | ------------------ | ------------------ |
| Kevin Borlée                                                                              | 400 m            | 45,01 s     | 19      | 44,74 s     | 11         | nicht qualifiziert | nicht qualifiziert |
| Jonathan Borlée                                                                           | 400 m            | 44,67 s     | 13      | 44,85 s     | 14         | nicht qualifiziert | nicht qualifiziert |
| Pieter-Jan Hannes                                                                         | 1500 m           | 3:39,31 min | 14      | 3:44,38 min | 20         | nicht qualifiziert | nicht qualifiziert |
| Bashir Abdi                                                                               | 5000 m           | DNS         | DNS     |             |            | -                  | -                  |
| Bashir Abdi                                                                               | 10.000 m         | DNF         | DNF     |             |            | nicht qualifiziert | nicht qualifiziert |
| Abdelhadi El Hachimi                                                                      | Marathon         |             |         |             |            | 2:17:41 h          | 16                 |
| Jeroen D’hoedt                                                                            | 3000 m Hindernis | DNS         | DNS     |             |            | -                  | -                  |
| Michaël Bultheel                                                                          | 400 m Hürden     | 49,38 s     | 22      | 49,66 s     | 22         | nicht qualifiziert | nicht qualifiziert |
| Kevin Borlée Jonathan Borlée Dylan Borlée Antoine Gillet Robin Vanderbemden Julien Watrin | 4 × 400 m        | 2:59,28 min | 5       |             |            | 3:00,24 min        | 5                  |

#### Sprung/Wurf
| Athlet         | Disziplin      | Qualifikation | Qualifikation | Finale             | Finale             |
| Athlet         | Disziplin      | Weite/Höhe    | Platz         | Weite/Höhe         | Platz              |
| -------------- | -------------- | ------------- | ------------- | ------------------ | ------------------ |
| Arnaud Art     | Stabhochsprung | 5,40 m        | 31            | nicht qualifiziert | nicht qualifiziert |
| Philip Milanov | Diskuswurf     | 63,85 m       | 8             | 66,90 m            | Silber             |

#### Zehnkampf
| Athlet                  | Disziplin | 100 m   | Weit- sprung | Kugel- stoßen | Hoch- sprung | 400 m   | 110 m Hürden | Diskus- wurf | Stabhoch- sprung | Speer- wurf | 1500 m      | Punkte | Platz |
| ----------------------- | --------- | ------- | ------------ | ------------- | ------------ | ------- | ------------ | ------------ | ---------------- | ----------- | ----------- | ------ | ----- |
| Niels Pittomvils        | Ergebnis  | 11,39 s | 6,86 m       | 12,77 m       | 1,92 m       | 49,45 s | 15,09 s      | 39,90 m      | kgV              | 52,96 m     | 4:27,40 min | 6678   | 22    |
| Niels Pittomvils        | Punkte    | 776     | 781          | 653           | 731          | 840     | 839          | 663          | 0                | 633         | 762         | 6678   | 22    |
| Thomas Van der Plaetsen | Ergebnis  | 11,44 s | 7,42 m       | 13,83 m       | 2,13 m       | 50,28 s | 14,76 s      | 43,01 m      | 5,30 m           | 55,23 m     | 4:47,38 min | 8035   | 14    |
| Thomas Van der Plaetsen | Punkte    | 765     | 915          | 718           | 925          | 802     | 879          | 726          | 1004             | 666         | 635         | 8035   | 14    |

### Frauen

#### Laufdisziplinen
| Athletin               | Disziplin    | Vorlauf | Vorlauf | Halbfinale         | Halbfinale         | Finale             | Finale             |
| Athletin               | Disziplin    | Zeit    | Platz   | Zeit               | Platz              | Zeit               | Platz              |
| ---------------------- | ------------ | ------- | ------- | ------------------ | ------------------ | ------------------ | ------------------ |
| Cynthia Bolingo Mbongo | 200 m        | 23,45 s | 43      | nicht qualifiziert | nicht qualifiziert | nicht qualifiziert | nicht qualifiziert |
| Almensh Belete         | 10.000 m     |         |         |                    |                    | 32:47,62 min       | 21                 |
| Anne Zagré             | 100 m Hürden | 12,90 s | 11      | 12,88 s            | 11                 | nicht qualifiziert | nicht qualifiziert |
| Axelle Dauwens         | 400 m Hürden | 55,84 s | 16      | 55,82 s            | 12                 | nicht qualifiziert | nicht qualifiziert |

#### Siebenkampf
| Athletin         | Disziplin | 100 m Hürden | Hochsprung | Kugelstoßen | 200 m   | Weitsprung | Speerwurf | 800 m       | Punkte | Platz |
| ---------------- | --------- | ------------ | ---------- | ----------- | ------- | ---------- | --------- | ----------- | ------ | ----- |
| Nafissatou Thiam | Ergebnis  | 13,83 s      | 1,86 m     | 15,24 m     | 25,28 s | 6,14 m     | 49,31 m   | 2:24,55 min | 6298   | 11    |
| Nafissatou Thiam | Punkte    | 1003         | 1054       | 877         | 861     | 893        | 847       | 763         | 6298   | 11    |